# 宝塔院
宝塔院（ほうとういん）は新潟県三条市東裏館1丁目に所在する真言宗智山派の寺院。山号は多宝山。本尊は釈迦如来。越後三十三観音霊場第32番札所。正式名称は多宝山 宝塔院 妙泉寺。

## 概要
境内には本堂と観音堂がある。観音堂の本尊は観世菩薩。
毎年8月10日には「観音大祭」が行われる。

## 歴史
大治元年（1126年）に法印性鑁（）法師により開山された。
建武、延元の頃の三条城主、三条左衛門定明の祈願所として栄え、その奥方千坂姫の菩提所ともなっている。
文政11年（1828年）に三条地震が起こり、翌年の文政12年（1829年）、11世住職隆観と弟子法印覚明によって、犠牲者供養のために地震亡霊塔が建立される。
明治13年（1880年）5月21日、糸屋万平火事で本堂と庫裏が焼失。

## 地震亡霊塔

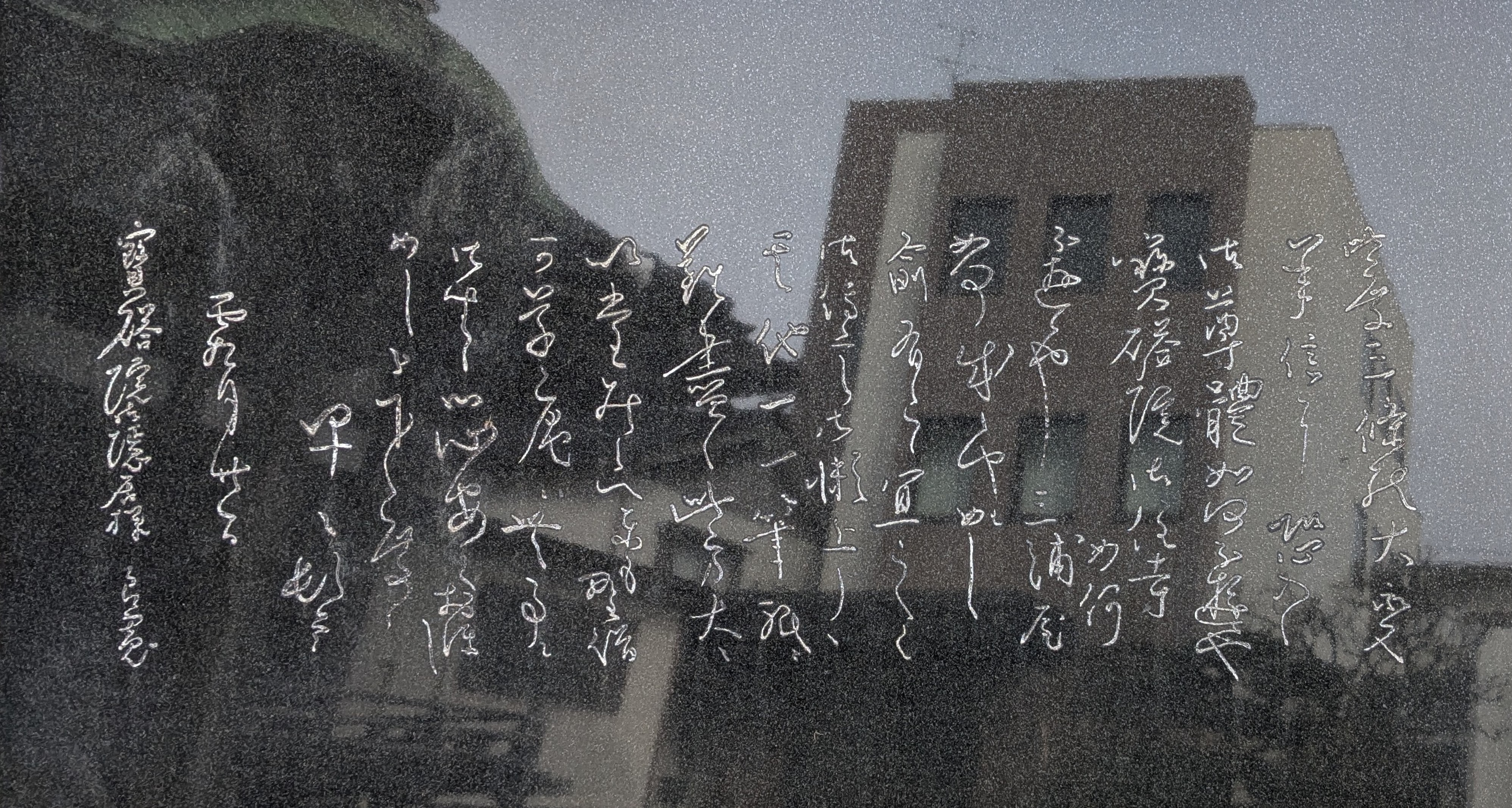
地震亡霊塔の前にある、「良寛さんの三条地震見舞文碑」の碑文。

文政11年（1828年）12月18日（旧暦11月12日）午前8時頃に三条地震が発生し、現在の三条市域では全半壊家屋3160軒余り、焼失家屋900軒余り、死傷者1040名の被害に見舞われた。この翌年文政12年（1829年）に11世住職隆観と弟子法印覚明によって、犠牲者供養のために地震亡霊塔という五輪塔が建立された。

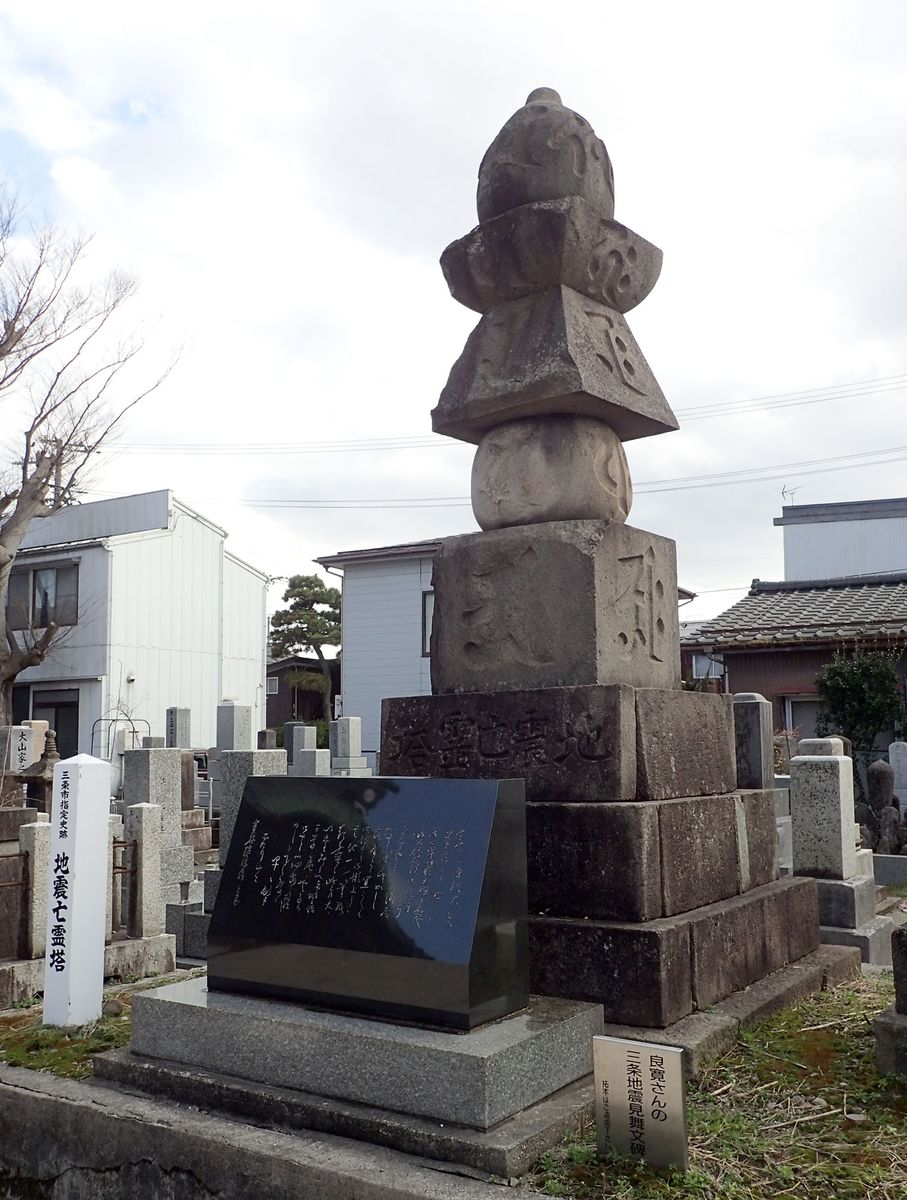
地震亡霊塔。三条地震(1828年12月18日)の慰霊塔。

昭和47年（1972年）に市指定文化財、平成17年（2005年）5月13日に三条市指定史跡、令和4年（2022年）3月29日に自然災害伝承碑に登録されている。
また、29世住職隆全が良寛と親交があり、良寛が隆全へ送った書簡が地震亡霊塔の前に三条地震見舞文碑として残されている。以下は、その碑文の元となった書簡（木村家所蔵）の文字起こしと釈文である。

## 宝塔院幼稚園

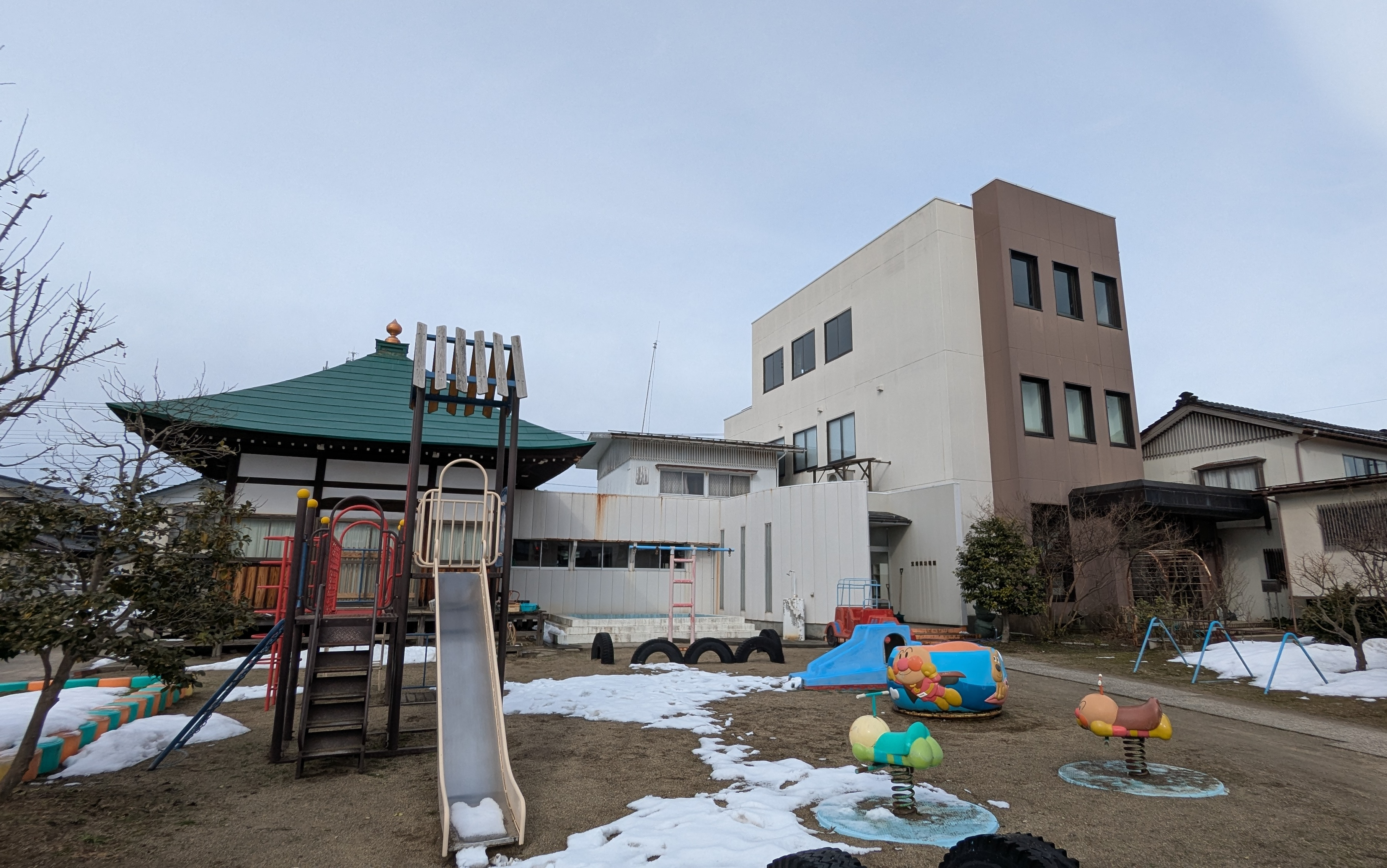
宝塔院幼稚園の園舎。

当寺には私立幼稚園、宝塔院幼稚園が併設されている。三条市では幼稚園の閉園と認定こども園への移行が進み、2025年現在、当園が三条市内に唯一残る幼稚園となっている。
当園は昭和30年（1955年）、36世住職桑原良修によって開園された。

## 交通
- JR弥彦線 北三条駅から東に徒歩5分